# Prociphilus ghanii
Prociphilus ghanii är en insektsart. Prociphilus ghanii ingår i släktet Prociphilus och familjen långrörsbladlöss. Inga underarter finns listade i Catalogue of Life.